# Protea grandiceps
Protea grandiceps är en tvåhjärtbladig växtart som beskrevs av Leopold Trattinnick. Protea grandiceps ingår i släktet Protea och familjen Proteaceae. Inga underarter finns listade i Catalogue of Life.